# Mauga Silisili
A Mauga Silisili (angolosan: Mount Silisili) Szamoa legmagasabb hegycsúcsa, Savai'i szigetén helyezkedik el. A hegy a Szamoai forrópont egyik hatalmas pajzsvulkánjának csúcsa, 1,858 méterrel emelkedik a tengerszint fölé. A Silisili Savai'i központi hegyláncának részét képezi, nevének jelentése szamoaiul ,,legmagasabb". A vulkanikus hegycsúcsot és környezetét sűrű trópusi esőerdő borítja, a hegy oldalában számos vulkanikus kráter és kúp található. A Mauga Silisili Gaga'ifomauga és Palauli közigazgatási körzetek határán helyezkedik el és mivel a sziget belső vidékei jóformán lakatlanok, a legközelebbi település az északi parton elhelyezkedő Aopo.  

## A csúcsra vezető túra
A Mauga Silisili nem közelíthető meg közúton, a gyalogos ösvény az Aopo falu határában elterülő ültetvények széléről indul. A turisták legtöbbször bérelt helyi vezető segítségével érik a csúcsot, amelynek meglátogatása oda vissza 35,7 kilométeres, kétnapos sátrazós túra. A kirándulóútvonal áthalad az Aopói Természetvédelmi Terület erdős dombvidékén, majd felkapaszkodik a központi hegylánc jelentősen hűvösebb időjárású és felhőerdő-jellegű flórájú gerincére. A túra érinti a Mata o le Afi vulkáni krátert, ahol táborverésre alkalmas, sík és szélvédett helyszín található. Innen a csúcs már csak másfél óra távolságra fekszik, ahonnan tiszta időjárási körülmények között ellátni egészen az óceánig. A terepviszonyok nem tartogatnak komoly kihívásokat gyakorlott túrázók számára, azonban a sűrű, dzsungelszerű növényzet számos helyen akadályozza az előrejutást és nehezen követhetővé teszi az ösvényt.

## Turisztikai fejlesztés
Az ország jelenlegi (2020) turisztikai fejlesztési programjában fontos szerepet kap a savai'i turizmus fejlesztése és így a hegycsúcs népszerűsítése is. Az utóbbi években számos új vendéglátóipari létesítmény épült szigetszerte. A Szamoai Turisztikai Hatóság televíziós sorozatot készített az ország kevésbé ismert látványosságairól, amelyben külön epizódot szenteltek a Mount Silisili megmászásának és bemutatásának.

## Lásd még
- Képek a hegyről: